# Bae Yoon-kyung
Bae Yoon-kyung (en hangul, 배윤경; nacida el 22 de enero de 1993) es una actriz surcoreana.

## Carrera
Bae comenzó su carrera en 2017, como parte del equipo de un programa de variedades en Channel A, 하트시그널 [Señal del corazón]. Mientras trabajaba en este programa hizo su debut en ficción televisiva, con un breve papel en la serie de MBC You Are Too Much: en el episodio n.º 46, transmitido el 8 de agosto de dicho año, aparece como la presentadora de un programa musical. Por otra parte, su presencia en televisión con Señal del corazón le procuró el interés del mundo de la publicidad, gracias al cual comenzó a trabajar también como modelo en diversas campañas publicitarias, en especial de cosméticos y belleza.
Al año siguiente protagonizó la serie musical de KBS1 en dos partes Joseon Beauty Pageant, y obtuvo papeles secundarios en series como The Miracle We Met, Clean with Passion for Now y Less Than Evil.Entre 2019 y 2020 continuó apareciendo como actriz de reparto en algunas series de éxito, en particular Hi Bye, Mama! y Una familia poco familiar, ambas trasnmitidas en tvN. Pero fue su extenso papel en El afecto del rey (KBS2, 2021) el trabajo que representó un salto importante en el reconocimiento de la actriz.
El 15 de octubre de 2023 la actriz firmó un contrato de representación excluisiva con la agencia Plain TPC. Después comenzó el año 2024 trabajando en una nueva serie para tvN, Wedding Impossible, aunque en esta ocasión ya con un papel protagonista: el de Yoon Chae-won, directora ejecutiva de una corporación empresarial que se ve envuelta en un caso de matrimonio ficticio.

## Filmografía

### Series de televisión
| Año  | Título                                   | Papel         | Canal        | Notas                     | Ref.          |
| ---- | ---------------------------------------- | ------------- | ------------ | ------------------------- | ------------- |
| 2017 | You Are Too Much                         | Ji-ha         | MBC          | Ep. 46                    | [ 1 ]         |
| 2017 | Between                                  |               | YouTube      | Serie web de Cheese Film  | [ 11 ]        |
| 2018 | The Miracle We Met                       | Sun Hye-jin   | KBS2         |                           | [ 5 ]         |
| 2018 | Joseon Beauty Pageant                    | Dan-yi        | KBS1         | Protagonista, dos ep.     | [ 5 ]         |
| 2018 | The Sound of Your Heart: Reboot          | Sook-ja       | Netflix      | Serie web                 |               |
| 2018 | Clean with Passion for Now               | Eun-hee       | JTBC         | Aparición especial        | [ 12 ]        |
| 2018 | The Sound of Your Heart: Reboot Season 2 | Sook-ja       | Netflix      | Serie web                 |               |
| 2018 | Less Than Evil                           | Woo Tae-hee   | MBC          |                           | [ 13 ] [ 14 ] |
| 2019 | Understanding Dance                      | Yoo Mi-na     | KBS2         | Drama Special, un ep.     |               |
| 2019 | Doctor Prisoner                          | Jung Se-jin   | KBS2         |                           | [ 15 ] [ 16 ] |
| 2020 | Hi Bye, Mama!                            | Park Hye-jin  | tvN          |                           | [ 17 ] [ 18 ] |
| 2020 | Una familia poco familiar                | So-young      | tvN          |                           | [ 19 ] [ 20 ] |
| 2020 | She Knows Everything                     | Lee Hyun-ji   | MBC          |                           | [ 21 ]        |
| 2020 | Record of Youth                          | Kim Su-man    | tvN          | Aparición especial, ep. 8 | [ 22 ]        |
| 2021 | On the Way to the Gynecologist           | Kim So-jin    | tvN          | Drama Stage, un ep.       |               |
| 2021 | Undercover                               | Mi-seon       | JTBC         |                           | [ 23 ]        |
| 2021 | El afecto del rey                        | Shin So-eun   | KBS2         |                           | [ 8 ]         |
| 2022 | Do You Know Ashtanga                     | Kang Na-ra    | KBS2         | Drama Special, un ep.     | [ 24 ]        |
| 2022 | Unicorn                                  | Carol         | Coupang Play | Serie web                 | [ 25 ]        |
| 2023 | Curso intensivo de amor                  | Hye-yeon      | tvN          | Aparición especial        | [ 26 ] [ 27 ] |
| 2024 | Wedding Impossible                       | Yoon Chae-won | tvN          |                           | [ 28 ] [ 10 ] |

### Vídeos musicales
| Año  | Tema musical                                             | Artista      | Ref.   |
| ---- | -------------------------------------------------------- | ------------ | ------ |
| 2018 | 헤어질 수 밖에 [«No tenemos más remedio que separarnos»] | Kim Na Young | [ 29 ] |

## Otras actividades

### Variedades televisivas
| Año  | Título                                      | Hangul                  | Función      | Canal     | Notas                        | Ref.          |
| ---- | ------------------------------------------- | ----------------------- | ------------ | --------- | ---------------------------- | ------------- |
| 2017 | Señal del corazón                           | 하트시그널              | Presentadora | Channel A |                              | [ 30 ] [ 31 ] |
| 2017 | Sígueme 8s                                  | 팔로우미8s              | Invitada     | FashionN  | 21 de septiembre de 2017     | [ 32 ] [ 33 ] |
| 2018 | Restaurante Alley de Baek Jong-won          | 백종원의 골목식당       | Invitada     | SBS       | Junio de 2018                | [ 34 ]        |
| 2019 | La ley de la selva en las islas de la Sonda | 정글의 법칙 in 순다열도 | Invitada     | SBS       | Septiembre-diciembre de 2019 | [ 35 ]        |
| 2021 | Hombre corriendo                            | 런닝맨                  | Invitada     | SBS       | Febrero de 2021              | [ 36 ] [ 37 ] |

## Premios y nominaciones
| Año  | Premios          | Categoría                                | Papel                | Resultado | Ref.   |
| ---- | ---------------- | ---------------------------------------- | -------------------- | --------- | ------ |
| 2022 | KBS Drama Awards | Mejor actriz en drama especial/telefilme | Do You Know Ashtanga | Nominada  | [ 38 ] |